# United Islands of Prague
United Islands (dříve také United Islands of Prague) je pravidelný hudební festival v Praze. Koná se od roku 2004 obvykle v květnu nebo v červnu. Festivalový areál je bez zábran a bez vstupného. Pro rodiny s dětmi je vždy připraven doprovodný program. Akce se koná od roku 2025 na ostrově Štvanice a v okolí na karlínské a holešovické straně. V minulosti se festival konal také na Kampě a na Střeleckém a Slovanském ostrově pod širým nebem, v pražském Karlíně, na Ladronce, v Kinského zahradě či na Výstavišti v Holešovicích.
První ročník festivalu byl zorganizován Davidem Gaydečkou a Martinem Voňkou jako oslava vstupu České republiky do Evropské unie. Akce se konala na 10 ostrovech, pokrývala 10 různých žánrů a na Vltavě se představily všechny státy Evropské unie. V roce 2005 vystoupila na festivalu skupina Placebo. Od roku 2008 se festival profiluje jako festival hudebních objevů. V roce 2009 se festival konal jako završení českého předsednictví. Rok 2013 měl být oslavou k desátým narozeninám festivalu – povodeň ale znemožnila pořádat akci v centru, ve spolupráci s městskou částí Praha 6 byl festival přesunut na Ladronku. Desátý ročník festivalu měl zatím rekordní účast, na festival dorazilo 60 tisíc lidí. V roce 2014 se na financování festivalu poprvé podíleli i fanoušci, festival uskutečnil úspěšný crowdfunding. Rok 2016 pak byl pro United Islands of Prague významný – přestaly se využívat placené lokace, dražší kapely jsou součástí festivalu Metronome Prague. V roce 2020 v rámci pandemie nemoci Covid-19 se festival uskutečnil až v září a společně s dalšími pražskými festivaly v rámci akce Praha září.
Festival pravidelně spolupracuje se zahraničím – v roce 2013 a 2014 se uskutečnila izraelská edice, v roce 2015 česko-slovenská edice, v roce 2019 britská edice a v letech 2020 a 2021 německá edice. V roce 2022 pod tíhou války na Ukrajině se festival United Islands oblékl do Freedom Edition a v rámci solidarity pozval interprety z Ukrajiny, Běloruska, Polska, Litvy a dalších zemí. Tématům svobody, udržitelnosti a diverzity se věnuje také nehudební program Ostrovy Inspirace.
V roce 2023 se uskutečnil dvacátý ročník, na oslavu dorazilo 70 umělců z 15 zemí. O rok později se festival rozšířit ze dvou dnů na čtyři. Součástí festivalu byla oslava 20 let Česka v Evropské unii a také koncert proti homofobii Symphony for Humanity. Během čtyř dnů navštívilo festival přes 45 tisíc lidí. V roce 2025 se festival ze Střeleckého ostrova přestěhoval na ostrov Štvanice a do blízkého okolí. Organizátoři se po letech rozhodli upravit název festivalu United Islands of Prague a zkrátit ho pouze na United Islands.

## Historie
- 2004 (1. ročník)[1][11][12] – Leningrad Cowboys, The Levellers, Gipsy Kings
- 2005 (2. ročník)[13] – Dan Bárta, Head Fake, Mojmir Novakovič
- 2006 (3. ročník)[14][15] – Placebo, Khaled, Fishbone, Rashid Taha
- 2007 (4. ročník)[16] – Socalled Orchestra
- 2008 (5. ročník)[17] – La Shica, Bauchklang
- 2009 (6. ročník)[18][19] – Mitsoura, Raphael Wressnig trio, Orka, NOHA
- 2010 (7. ročník)[20] – Amparo Sanchez, The Cinematix, Hal Flavin, Tonya Graves, Son of dave
- 2011 (8. ročník)[21] – Audio Bullys, Porno Para Ricardo, Russkaja, Archie Bronson Outfit, Dva, The Tap Tap, Luno, Prago Union
- 2012 (9. ročník)[22] – Kraak & Smaak, Sofa Surfers, O Children, Zapaska, WWW, Moniak Načeva, Baron Bane
- 2013 (10. ročník)[2][23] – Aloe Blacc, Acollective, Adi Ulmanski, Mixhell, Citizens!, We were evergreen, Slagsmålsklubben
- 2014 (11. ročník)[24][25] – Ella Eyre, Bajofondo, Dena, Garden City Movement, Ohm Square, The Angelcy, Susana Sawoff
- 2015 (12. ročník)[26][27][28][29] – East India Youth, Birth of Joy, Monkey Business, PSH, Kapitán Demo, Lenka Dusilová a Baromantika, Zlokot, Zrní, Mydy Rabycad, Midi Lidi
- 2016 (13. ročník)[30][31] – L'Aupaire, Get Your Gun, Leyya, Slow Skies, Brodka, Golan, St. Tropez, Vltava, Monika Načeva & Michal Pavlíček, Adrian T. Bell, Emma Smetana
- 2017 (14. ročník)[32] – Thores + The Shine, Adulescenc, TAMIR, Thom Afrtway, Silver Springs a Bratři Orffové
- 2018 (15. ročník)[33][34] – Nordmann, Gospel Dating Service, Toxic People, David Koller, Baset, Vypsaná fixa
- 2019 (16. ročník)[35] – The LaFontaines, Husky Loops, Trupa Trupa, Robocobra Quartet, Kapitán Demo, The Activists
- 2020 (17. ročník)[6][36] – Nina Rosa, Prago Union, Tomáš Klus, Genuine Jacks, Dalekko
- 2021 (18. ročník)[37] – Shelter Boy, Drens, Redzed, The Curly Simon, Amelie Siba, LOR, Good Times Only, Alicia Edelweiss
- 2022 (19. ročník)[7][38] – Albi X, Dlina Volny, Dmitrievna, Gapochka, Immortal Onion, Annet X, YELLOWL, Luisa
- 2023 (20. ročník)[39][40][41][42] – Someone, The Magnettes, Enola Gay, P/\st, Pam Rabbit, MAZ, Sparkling, The Valentines
- 2024 (21. ročník)[43][44][45] – AJ Wander, MC Gey, Rohony, Baasch, Dives, Freakin' Disco, LPS, Sam Quealy, Joe & The Shitboys
- 2025 (22. ročník)[46][47][48] – Cloudy June, Qbanaa, Kimyan Law, FVCK KVLT, Fernando Brox, Sawsane, Chiefland